# Salvator (geslacht)
Salvator is een geslacht van hagedissen uit de familie tejuhagedissen (Teiidae).

## Naam en indeling
De groep werd voor het eerst wetenschappelijk beschreven door André Marie Constant Duméril en Gabriel Bibron in 1839. Er zijn drie soorten die lange tijd tot het geslacht van de reuzenteju's (Tupinambis) behoorden. Hierdoor worden de verouderde wetenschappelijke namen in de literatuur nog veel gebruikt.

## Verspreiding en habitat
Alle soorten komen voor in delen van Zuid-Amerika en leven in de landen Argentinië, Bolivia, Brazilië, Paraguay en Uruguay. Salvator merianae heeft een zeer groot verspreidingsgebied in vergelijking met de andere soorten. Deze soort is geïntroduceerd in de Amerikaanse Florida. De hagedis wordt hier gezien als een invasieve soort die de inheemse vogels en zoogdieren bedreigd.

## Soortenlijst
| Naam                                 | Auteur                 | Verspreidingsgebied                                                                            |
| ------------------------------------ | ---------------------- | ---------------------------------------------------------------------------------------------- |
| Salvator duseni                      | Lönnberg, 1910         | Brazilië, Paraguay                                                                             |
| Salvator merianae                    | Duméril & Bibron, 1839 | Argentinië, Bolivia, Brazilië, Paraguay, Uruguay, Verenigde Staten (geïntroduceerd in Florida) |
| Rode reuzenteju (Salvator rufescens) | Günther, 1871          | Argentinië, Bolivia, Paraguay                                                                  |